# 小巴塞尔

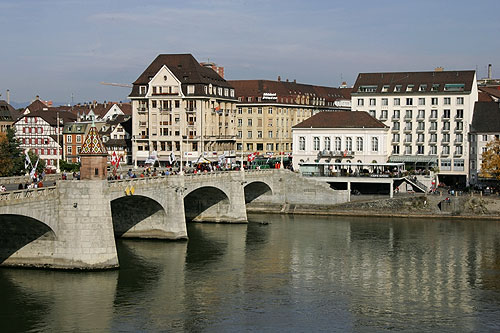
中桥和小巴塞尔

小巴塞尔（德語：Kleinbasel）是瑞士北部城市巴塞尔位于莱茵河右岸的部分。
小巴塞尔包括小巴塞尔老城（德語：Kleinbasler Altstadt）、克拉拉（德語：Clara）、罗森塔尔（德語：Rosental）、马特豪斯（德語：Matthäus）、克莱巴克（德語：Klybeck）、韦特斯坦（德語：Wettstein）、希尔茨布鲁嫩（德語：Hirzbrunnen）、小呼宁恩（德語：Kleinhüningen）。
小巴塞尔被认为是普通市民区，上层阶级居住在大巴塞尔。直到今天，小巴塞尔的外国人比例远高于对岸的大巴塞尔。 

## 历史
原来小巴塞尔是一个独立的城市，创建于13世纪。小巴塞尔没有建城的确切日期，但是在1225年兴建中桥时，该城已经拥有防御工事和俯视莱茵河的城门。圣克拉拉，和Klingental两个修道院的修建，为小巴塞尔的繁荣作出了重大贡献。1280年，周围筑起了城墙。 